# تاکاکی سوگینو
تاکاکی سوگینو (انگلیسی: Takaaki Sugino؛ زادهٔ ۱۸ اکتبر ۱۹۹۸) ژیمناست هنری اهل ژاپن است.